# Mesosa rupta
Mesosa rupta là một loài bọ cánh cứng trong họ Cerambycidae.